# 11 foot 8 bridge
11 foot 8 Bridge (oficjalnie Norfolk Southern–Gregson Street Overpass), zwany również Otwieraczem do puszek (ang. The Can-Opener) – wiadukt kolejowy nad jednokierunkową ulicą South Gregson Street w amerykańskim mieście Durham w stanie Karolina Północna. Konstrukcja o pierwotnym prześwicie 3,55 m (11 stóp i 8 cali, skąd nazwa) słynna jest z powodu licznych wypadków ciężarówek, które przez nieuwagę kierowców nie mieszczą się pod wiaduktem.
Mimo starań władz miasta nie jest możliwe zwiększenie prześwitu wiaduktu, gdyż wiązałoby się to z całkowitym zamknięciem intensywnie użytkowanej linii kolejowej na czas podniesienia pobliskich przejazdów kolejowo–drogowych. Z drugiej strony nie jest możliwe obniżenie poziomu jezdni pod wiaduktem z powodu instalacji kanalizacyjnej znajdującej się około metr pod ulicą Southern Gregson.
Jürgen Henn, pracownik pobliskiego biura, zainstalował kamery monitorujące ruch pod wiaduktem rejestrując w ten sposób dziesiątki wypadków. Filmy które publikował w serwisie YouTube stały się internetową sensacją, wywołując dyskusję w mediach lokalnych i krajowych na temat bezpieczeństwa ruchu oraz podobnym wypadkom które mają miejsce pod innymi tego typu konstrukcjami w okolicy.
W październiku 2019 r. przebudowano wiadukt, unosząc go razem z torowiskiem wyżej o około 20 cm (8 cali), co poskutkowało zwiększeniem prześwitu do 3,76 m (12 stóp i 4 cale). Pomimo podniesienia wiaduktu nadal sporadycznie dochodzi do zdarzeń z udziałem pojazdów ciężarowych.

## Oznakowanie i zabezpieczenie przed kolizją
Po obu stronach drogi są umieszczone znaki informujące o wysokości wiaduktu. Dodatkowo ponad jezdnią w maju 2016 r. władze zamontowały sygnalizatory uruchamiane przez czujnik w przypadku gdy pojazd nie zmieści się pod wiaduktem i tablicą na której wyświetla się dwurzędowy napis „OVERHEIGHT MUST TURN” (Zbyt wysokie [pojazdy] muszą skręcić). Ponadto nad drogą jest zawieszony poziomo dwuteownik zwany żartobliwie „Gilotyną” aby ciężarówki nie zagrażały bezpośrednio konstrukcji obiektu.
Pomimo wyraźnego oznakowania od 2008 r. zarejestrowano ponad 100 wypadków w tym miejscu, szczęśliwie bez groźniejszych urazów, czy ofiar śmiertelnych.